# Élections législatives de 1988 dans le Val-d'Oise

Les élections législatives françaises de 1988 se déroulent les 14 et 21 juin. Dans le département du Val-d'Oise, neuf députés sont à élire dans le cadre de neuf circonscriptions.

## Élus
| Circonscription | Député sortant        | Parti                 | Parti                 | Député élu ou réélu     | Parti | Parti    |
| --------------- | --------------------- | --------------------- | --------------------- | ----------------------- | ----- | -------- |
| 1re             | Scrutin proportionnel | Scrutin proportionnel | Scrutin proportionnel | Jean-Philippe Lachenaud |       | UDF (PR) |
| 2e              | Scrutin proportionnel | Scrutin proportionnel | Scrutin proportionnel | Alain Richard           |       | PS       |
| 3e              | Scrutin proportionnel | Scrutin proportionnel | Scrutin proportionnel | Jean-Pierre Béquet      |       | PS       |
| 4e              | Scrutin proportionnel | Scrutin proportionnel | Scrutin proportionnel | Francis Delattre        |       | UDF (PR) |
| 5e              | Scrutin proportionnel | Scrutin proportionnel | Scrutin proportionnel | Robert Montdargent      |       | PCF      |
| 6e              | Scrutin proportionnel | Scrutin proportionnel | Scrutin proportionnel | Jean-Pierre Delalande   |       | RPR      |
| 7e              | Scrutin proportionnel | Scrutin proportionnel | Scrutin proportionnel | Marie-France Lecuir     |       | PS       |
| 8e              | Scrutin proportionnel | Scrutin proportionnel | Scrutin proportionnel | Dominique Strauss-Kahn  |       | PS       |
| 9e              | Scrutin proportionnel | Scrutin proportionnel | Scrutin proportionnel | Michel Coffineau        |       | PS       |

## Positionnement des partis
L'UDF et le RPR se présentent unis sous l'étiquette « Union du Rassemblement et du Centre » tandis que les candidats du Parti socialiste se rangent sous la bannière de la « Majorité présidentielle pour la France unie », slogan de la campagne présidentielle de François Mitterrand.

## Résultats

### Résultats à l'échelle du département
| Parti          | Parti                               | Premier tour | Premier tour | Second tour | Second tour | Sièges |
| Parti          | Parti                               | Voix         | %            | Voix        | %           | Sièges |
| -------------- | ----------------------------------- | ------------ | ------------ | ----------- | ----------- | ------ |
|                | Union pour la démocratie française  | 70 991       | 20,15        | 90 581      | 25,32       | 2      |
|                | Rassemblement pour la République    | 47 625       | 13,52        | 72 003      | 20,13       | 1      |
|                | Divers droite dont CNIP             | 4 161        | 1,18         |             |             | 0      |
|                | Union du Rassemblement et du Centre | 122 777      | 34,86        | 162 584     | 45,45       | 3      |
|                |                                     |              |              |             |             |        |
|                | Parti socialiste                    | 94 246       | 26,76        | 132 916     | 37,16       | 5      |
|                | Divers gauche (Maj. prés.)          | 27 883       | 7,92         | 40 085      | 11,21       | 0      |
|                | La France unie                      | 122 129      | 34,67        | 173 001     | 48,36       | 5      |
|                |                                     |              |              |             |             |        |
|                | Parti communiste français           | 56 014       | 15,90        | 22 143      | 6,19        | 1      |
|                | Front national                      | 49 598       | 14,08        |             |             | 0      |
|                | Extrême gauche                      | 1 714        | 0,01         | 0           |             |        |
|                |                                     |              |              |             |             |        |
| Inscrits       | Inscrits                            | 572 380      | 100,00       | 572 293     | 100,00      | 9      |
| Abstentions    | Abstentions                         | 214 474      | 37,47        | 199 392     | 34,84       |        |
| Votants        | Votants                             | 357 906      | 62,53        | 372 901     | 65,16       |        |
| Blancs et nuls | Blancs et nuls                      | 5 674        | 1,59         | 15 173      | 4,07        |        |
| Exprimés       | Exprimés                            | 352 232      | 98,41        | 357 728     | 95,93       |        |

### Résultats par circonscription

#### Première circonscription (Pontoise)
| Candidat       | Candidat                              | Parti          | Premier tour | Premier tour | Second tour | Second tour |  |
| Candidat       | Candidat                              | Parti          | Voix         | %            | Voix        | %           |  |
| -------------- | ------------------------------------- | -------------- | ------------ | ------------ | ----------- | ----------- |  |
|                | Jean-Philippe Lachenaud sortant réélu | UDF (PR) (URC) | 16 380       | 39,59        | 22 457      | 51,21       |  |
|                | Bernard Morin                         | PS             | 13 966       | 33,75        | 21 400      | 48,79       |  |
|                | Jacques Delannoy                      | FN             | 5 544        | 13,4         |             |             |  |
|                | Robert Lebastard                      | PCF            | 5 486        | 13,26        |             |             |  |
|                | Roger Save                            | Divers droite  | 0            | 0            |             |             |  |
|                |                                       |                |              |              |             |             |  |
| Inscrits       | Inscrits                              | Inscrits       | 63 718       | 100,00       | 63 700      | 100,00      |  |
| Abstentions    | Abstentions                           | Abstentions    | 21 490       | 33,73        | 18 663      | 29,3        |  |
| Votants        | Votants                               | Votants        | 42 228       | 66,27        | 45 037      | 70,7        |  |
| Blancs et nuls | Blancs et nuls                        | Blancs et nuls | 852          | 2,02         | 1 180       | 2,62        |  |
| Exprimés       | Exprimés                              | Exprimés       | 41 376       | 97,98        | 43 857      | 97,38       |  |

#### Deuxième  circonscription (Saint-Ouen-l'Aumône)
| Candidat       | Candidat                    | Parti          | Premier tour | Premier tour | Second tour | Second tour |  |
| Candidat       | Candidat                    | Parti          | Voix         | %            | Voix        | %           |  |
| -------------- | --------------------------- | -------------- | ------------ | ------------ | ----------- | ----------- |  |
|                | Alain Richard sortant réélu | PS             | 19 811       | 43,6         | 27 202      | 56,18       |  |
|                | Régis Humbert               | UDF (PR) (URC) | 14 327       | 31,53        | 21 218      | 43,82       |  |
|                | André Dosbaa                | FN             | 6 088        | 13,4         |             |             |  |
|                | Louis Don Marino            | PCF            | 4 341        | 9,55         |             |             |  |
|                | André Ollivro               | Extrême gauche | 871          | 1,92         |             |             |  |
|                |                             |                |              |              |             |             |  |
| Inscrits       | Inscrits                    | Inscrits       | 73 233       | 100,00       | 73 229      | 100,00      |  |
| Abstentions    | Abstentions                 | Abstentions    | 27 127       | 37,04        | 23 686      | 32,35       |  |
| Votants        | Votants                     | Votants        | 46 106       | 62,96        | 49 543      | 67,65       |  |
| Blancs et nuls | Blancs et nuls              | Blancs et nuls | 668          | 1,45         | 1 123       | 2,27        |  |
| Exprimés       | Exprimés                    | Exprimés       | 45 438       | 98,55        | 48 420      | 97,73       |  |

#### Troisième circonscription (Herblay)
| Candidat       | Candidat               | Parti          | Premier tour | Premier tour | Second tour | Second tour |  |
| Candidat       | Candidat               | Parti          | Voix         | %            | Voix        | %           |  |
| -------------- | ---------------------- | -------------- | ------------ | ------------ | ----------- | ----------- |  |
|                | Jean Bardet sortant    | RPR (URC)      | 16 456       | 38,12        | 23 061      | 49,86       |  |
|                | Jean-Pierre Béquet élu | PS             | 14 431       | 33,43        | 23 188      | 50,14       |  |
|                | Robert Hue             | PCF            | 6 834        | 15,83        |             |             |  |
|                | Jean-Thierry Gampert   | FN             | 5 447        | 12,62        |             |             |  |
|                |                        |                |              |              |             |             |  |
| Inscrits       | Inscrits               | Inscrits       | 67 861       | 100,00       | 67 855      | 100,00      |  |
| Abstentions    | Abstentions            | Abstentions    | 24 051       | 35,44        | 20 499      | 30,21       |  |
| Votants        | Votants                | Votants        | 43 810       | 64,56        | 47 356      | 69,79       |  |
| Blancs et nuls | Blancs et nuls         | Blancs et nuls | 642          | 1,47         | 1 107       | 2,34        |  |
| Exprimés       | Exprimés               | Exprimés       | 43 168       | 98,53        | 46 249      | 97,66       |  |

#### Quatrième circonscription (Franconville)
| Candidat       | Candidat                       | Parti                      | Premier tour | Premier tour | Second tour | Second tour |  |
| Candidat       | Candidat                       | Parti                      | Voix         | %            | Voix        | %           |  |
| -------------- | ------------------------------ | -------------------------- | ------------ | ------------ | ----------- | ----------- |  |
|                | Francis Delattre sortant réélu | UDF (PR) (URC)             | 17 967       | 42,96        | 23 606      | 52,74       |  |
|                | François Gayet                 | Divers gauche (Maj. prés.) | 14 501       | 34,67        | 21 254      | 47,26       |  |
|                | Jean-Luc Mayenobe              | FN                         | 4 624        | 11,06        |             |             |  |
|                | Monique Blotin                 | PCF                        | 3 524        | 8,43         |             |             |  |
|                | Gérard Tabary                  | Divers droite              | 1 206        | 2,88         |             |             |  |
|                |                                |                            |              |              |             |             |  |
| Inscrits       | Inscrits                       | Inscrits                   | 65 144       | 100,00       | 65 106      | 100,00      |  |
| Abstentions    | Abstentions                    | Abstentions                | 22 826       | 35,04        | 19 545      | 30,02       |  |
| Votants        | Votants                        | Votants                    | 42 318       | 64,96        | 45 561      | 69,98       |  |
| Blancs et nuls | Blancs et nuls                 | Blancs et nuls             | 496          | 1,17         | 801         | 1,76        |  |
| Exprimés       | Exprimés                       | Exprimés                   | 41 822       | 98,83        | 44 760      | 98,24       |  |

#### Cinquième circonscription (Argenteuil)
| Candidat       | Candidat                         | Parti          | Premier tour | Premier tour | Second tour | Second tour |  |
| Candidat       | Candidat                         | Parti          | Voix         | %            | Voix        | %           |  |
| -------------- | -------------------------------- | -------------- | ------------ | ------------ | ----------- | ----------- |  |
|                | Robert Montdargent sortant réélu | PCF            | 16 690       | 43,43        | 22 143      | 100,00      |  |
|                | Henri Kaminska                   | PS             | 6 118        | 21,12        | Retrait     | Retrait     |  |
|                | Yannick Guyomarc'h               | UDF (URC)      | 6 519        | 16,96        |             |             |  |
|                | Michel Bischoff                  | FN             | 6 314        | 16,43        |             |             |  |
|                | Jean-Norbert Bongau              | Divers droite  | 429          | 1,12         |             |             |  |
|                | Mehdi Lallaoui                   | Extrême gauche | 360          | 0,94         |             |             |  |
|                |                                  |                |              |              |             |             |  |
| Inscrits       | Inscrits                         | Inscrits       | 63 887       | 100,00       | 63 886      | 100,00      |  |
| Abstentions    | Abstentions                      | Abstentions    | 24 817       | 38,85        | 33 744      | 52,82       |  |
| Votants        | Votants                          | Votants        | 39 070       | 61,15        | 30 142      | 47,18       |  |
| Blancs et nuls | Blancs et nuls                   | Blancs et nuls | 640          | 1,64         | 7 999       | 26,54       |  |
| Exprimés       | Exprimés                         | Exprimés       | 38 430       | 98,36        | 22 143      | 73,46       |  |

#### Sixième circonscription (Sannois)
| Candidat              | Candidat                            | Parti                      | Premier tour | Premier tour | Second tour | Second tour |  |
| Candidat              | Candidat                            | Parti                      | Voix         | %            | Voix        | %           |  |
| --------------------- | ----------------------------------- | -------------------------- | ------------ | ------------ | ----------- | ----------- |  |
|                       | Jean-Pierre Delalande sortant réélu | RPR (URC)                  | 16 229       | 41,56        | 22 878      | 54,72       |  |
|                       | Michel Mousel                       | Divers gauche (Maj. prés.) | 13 382       | 34,27        | 18 931      | 45,28       |  |
|                       | André Bianchi                       | FN                         | 5 499        | 14,08        |             |             |  |
|                       | Christianne Leser                   | PCF                        | 3 209        | 8,22         |             |             |  |
|                       | Michel Guay                         | Divers droite              | 731          | 1,87         |             |             |  |
|                       |                                     |                            |              |              |             |             |  |
| Inscrits              | Inscrits                            | Inscrits                   | 63 655       | 100,00       | 63 654      | 100,00      |  |
| Abstentions           | Abstentions                         | Abstentions                | 23 975       | 37,66        | 20 948      | 32,91       |  |
| Votants               | Votants                             | Votants                    | 39 680       | 62,34        | 42 706      | 67,09       |  |
| Blancs et nuls        | Blancs et nuls                      | Blancs et nuls             | 630          | 1,59         | 897         | 2,1         |  |
| Exprimés              | Exprimés                            | Exprimés                   | 39 050       | 98,41        | 41 809      | 97,9        |  |
| Source : Data.gouv.fr |                                     |                            |              |              |             |             |  |

#### Septième circonscription (Montmorency)
| Candidat       | Candidat                            | Parti           | Premier tour | Premier tour | Second tour | Second tour |  |
| Candidat       | Candidat                            | Parti           | Voix         | %            | Voix        | %           |  |
| -------------- | ----------------------------------- | --------------- | ------------ | ------------ | ----------- | ----------- |  |
|                | Marie-France Lecuir sortante réélue | PS              | 16 445       | 38,04        | 23 758      | 50,49       |  |
|                | François Froment-Meurice            | UDF (CDS) (URC) | 15 798       | 36,54        | 23 300      | 49,51       |  |
|                | Yves de Coatgoureden                | FN              | 5 873        | 13,59        |             |             |  |
|                | Francis Parny                       | PCF             | 4 214        | 9,75         |             |             |  |
|                | Michel Buttard                      | CNIP            | 900          | 2,08         |             |             |  |
|                |                                     |                 |              |              |             |             |  |
| Inscrits       | Inscrits                            | Inscrits        | 69 671       | 100,00       | 69 672      | 100,00      |  |
| Abstentions    | Abstentions                         | Abstentions     | 25 795       | 37,02        | 21 521      | 30,89       |  |
| Votants        | Votants                             | Votants         | 43 876       | 62,98        | 48 151      | 69,11       |  |
| Blancs et nuls | Blancs et nuls                      | Blancs et nuls  | 646          | 1,47         | 1 093       | 2,27        |  |
| Exprimés       | Exprimés                            | Exprimés        | 43 230       | 98,53        | 47 058      | 97,73       |  |

#### Huitième circonscription (Sarcelles)
| Candidat       | Candidat                             | Parti          | Premier tour | Premier tour | Second tour | Second tour |  |
| Candidat       | Candidat                             | Parti          | Voix         | %            | Voix        | %           |  |
| -------------- | ------------------------------------ | -------------- | ------------ | ------------ | ----------- | ----------- |  |
|                | Dominique Strauss-Kahn sortant réélu | PS             | 9 868        | 36,97        | 17 375      | 60,87       |  |
|                | Robert Desnoyelle                    | RPR (URC)      | 6 032        | 22,6         | 11 168      | 39,13       |  |
|                | Marie-Claude Beaudeau                | PCF            | 5 557        | 20,82        |             |             |  |
|                | Roger Éliman                         | FN             | 4 754        | 17,81        |             |             |  |
|                | Guy Guioubly                         | Extrême gauche | 483          | 1,81         |             |             |  |
|                |                                      |                |              |              |             |             |  |
| Inscrits       | Inscrits                             | Inscrits       | 50 604       | 100,00       | 50 594      | 100,00      |  |
| Abstentions    | Abstentions                          | Abstentions    | 23 414       | 46,27        | 21 147      | 41,8        |  |
| Votants        | Votants                              | Votants        | 27 190       | 53,73        | 29 447      | 58,2        |  |
| Blancs et nuls | Blancs et nuls                       | Blancs et nuls | 496          | 1,82         | 904         | 3,07        |  |
| Exprimés       | Exprimés                             | Exprimés       | 26 694       | 98,18        | 28 543      | 96,93       |  |

#### Neuvième circonscription (Gonesse)
| Candidat       | Candidat                       | Parti          | Premier tour | Premier tour | Second tour | Second tour |  |
| Candidat       | Candidat                       | Parti          | Voix         | %            | Voix        | %           |  |
| -------------- | ------------------------------ | -------------- | ------------ | ------------ | ----------- | ----------- |  |
|                | Michel Coffineau sortant réélu | PS             | 11 607       | 35,15        | 19 993      | 57,3        |  |
|                | Jacques Durand                 | RPR (URC)      | 8 908        | 26,97        | 14 896      | 42,7        |  |
|                | Michel Toumazet                | PCF            | 6 159        | 18,65        |             |             |  |
|                | Gilbert Cottinet               | FN             | 5 455        | 16,52        |             |             |  |
|                | Christian Julia                | Divers droite  | 895          | 2,71         |             |             |  |
|                | Jean-Paul Canto                | Divers droite  | 0            | 0            |             |             |  |
|                | Henri Mura                     | app. UDF       | 0            | 0            |             |             |  |
|                |                                |                |              |              |             |             |  |
| Inscrits       | Inscrits                       | Inscrits       | 54 607       | 100,00       | 54 597      | 100,00      |  |
| Abstentions    | Abstentions                    | Abstentions    | 20 979       | 38,42        | 18 639      | 34,14       |  |
| Votants        | Votants                        | Votants        | 33 628       | 61,58        | 35 958      | 65,86       |  |
| Blancs et nuls | Blancs et nuls                 | Blancs et nuls | 604          | 1,8          | 1 069       | 2,97        |  |
| Exprimés       | Exprimés                       | Exprimés       | 33 024       | 98,2         | 34 889      | 97,03       |  |